# Pfarrhaus (Igenhausen)

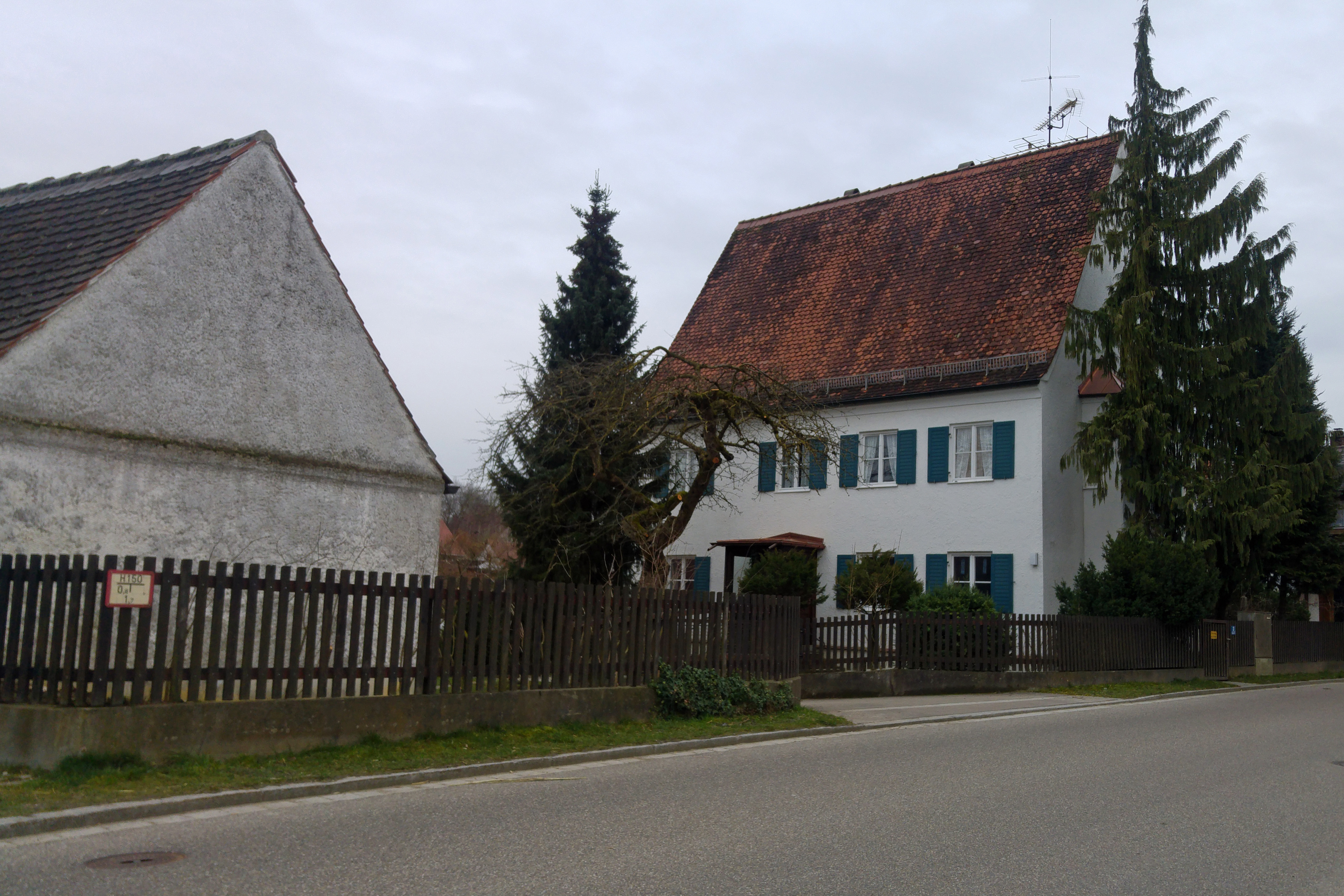
Pfarrhaus in Igenhausen

Das katholische Pfarrhaus in Igenhausen, einem Gemeindeteil von Hollenbach im Landkreis Aichach-Friedberg im bayerischen Regierungsbezirk Schwaben, wurde 1821 errichtet. Das Pfarrhaus an der Augsburger Straße 3, unmittelbar neben der katholischen Pfarrkirche St. Michael, ist ein geschütztes Baudenkmal.
Der zweigeschossige Giebelbau mit Satteldach besitzt vier zu drei Fensterachsen und einen Erker. Im Inneren wurde die ursprüngliche Grundrissordnung beim Umbau verändert.